# Stearns (azienda)
La F. B. Stearns and Company è stata una casa automobilistica statunitense che è stata attiva dal 1898 al 1929 a Cleveland, nell'Ohio. Ha commercializzato autovetture di lusso con marchio Stearns e Stearns-Knight. Tra il 1899 e il 1901 la Stearns si posizionò al sesto posto assoluto tra i costruttori automobilistici statunitensi per numero di esemplari prodotti.

## Storia

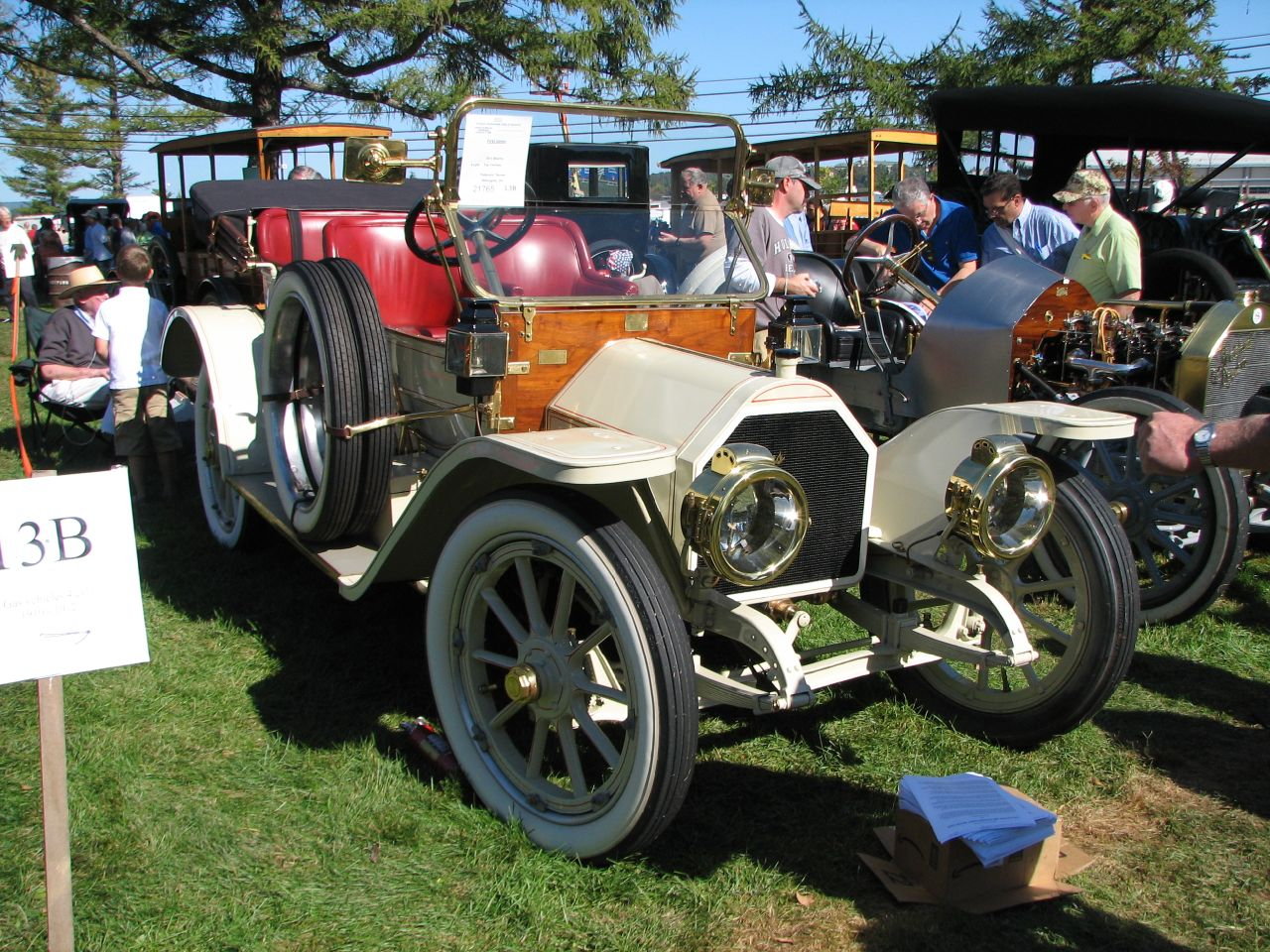
Una Stearns del 1911

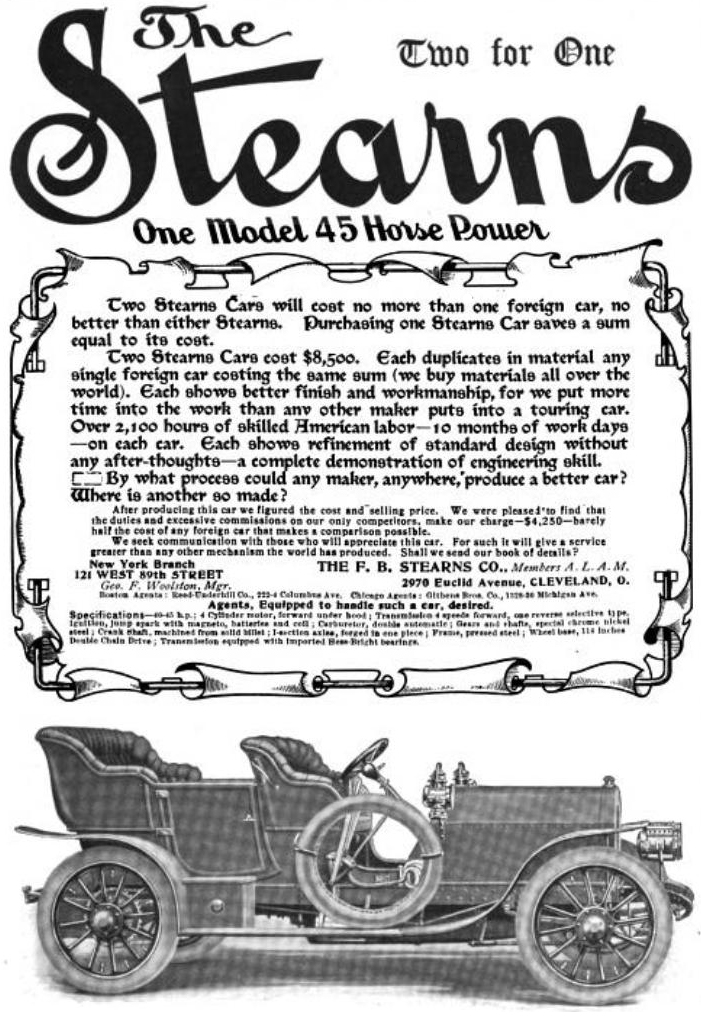
Un annuncio pubblicitario della Stearns del 1906

Frank Ballou Stearns (1879–1955) fu uno dei pionieri dell'industria automobilistica statunitense. Costruì il suo primo prototipo di autovettura nel 1896, all'età di 17 anni, nella cantina della casa in cui abitava con i genitori. Realizzò un'altra vettura sperimentale con motore a quattro cilindri nel 1897. A causa dei problemi meccanici di cui era afflitta,  Stearns passò alla costruzione di vetture con motore monocilindrico. Suo padre decise di dargli supporto fornendogli del denaro e convertendo il granaio di casa in una piccola rivendita di automobili.
La prima autovettura finalizzata alla vendita fu pronta nel 1898. Montava un motore monocilindrico ed era dotata di una carrozzeria roadster oltre che di un cambio planetario, di una barra che fungeva da sterzo e di una trasmissione a catena. Nello stesso anno, Frank Stearns fondò, insieme ai fratelli Raymond M. e Ralph L. Owen, la F. B. Stearns & Company.
Nel 1901 Stearns introdusse, sui propri modelli, il volante ed un motore monocilindrico a benzina da 4.083 cm³ di cilindrata che era installato sotto il sedile a panchina. Fino a questo modello, la produzione totale di vetture Stearns raggiunse i 50 esemplari.
Nel 1902 la gamma delle carrozzerie offerte dalla Stearns, che fu ampliata notevolmente, comprendeva una torpedo con motore bicilindrico da 24 CV di potenza raffreddato ad acqua che era accoppiato ad cambio a tre marce. Tutti i comandi erano installati sul volante. L'unico modello offerto era in grado di trasportare sei passeggeri e costava 3.000 dollari.
Nel 1904 l'unico modello disponibile, che aveva un passo di 2.820 mm, era dotato motore a quattro cilindri e di un cambio a quattro velocità. Nel 1905 fu introdotto un nuovo modello dalle dimensioni considerevoli. Con questo cambiamento, la vettura si differenziava dagli altri modelli concorrenti che erano, nella maggior parte dei casi, di piccole dimensioni. La 32/40, questo il suo nome, era una costosa torpedo a sette posti che era in vendita a 4.150 dollari e che aveva una passo 3.000 mm.
Nel 1907 fu introdotta la 40/45, che era caratterizzata da un corpo vettura in alluminio, dalla presenza di un parabrezza e da un prezzo di 5.200 dollari.  I due modelli appena citati condividevano il passo anche se quest'ultima era in grado di trasportare solo cinque passeggeri. Il 1907 fu l'ultimo anno in cui la gamma Stearns fu composta da un solo modello, il cui nome era 30/60. Anche in questo caso, la vettura offerta dalla Stearns era tra le più grandi e potenti presenti sul mercato. Disponeva infatti di un motore a quattro cilindri da 8.783 cm³ che erogava 60 CV ed aveva un passo di 3.048 mm. Era offerta in due versioni, torpedo cinque e sette posti e limousine sette posti. La prima era in vendita a 4.500 dollari, mentre la seconda a 4.759 dollari. 

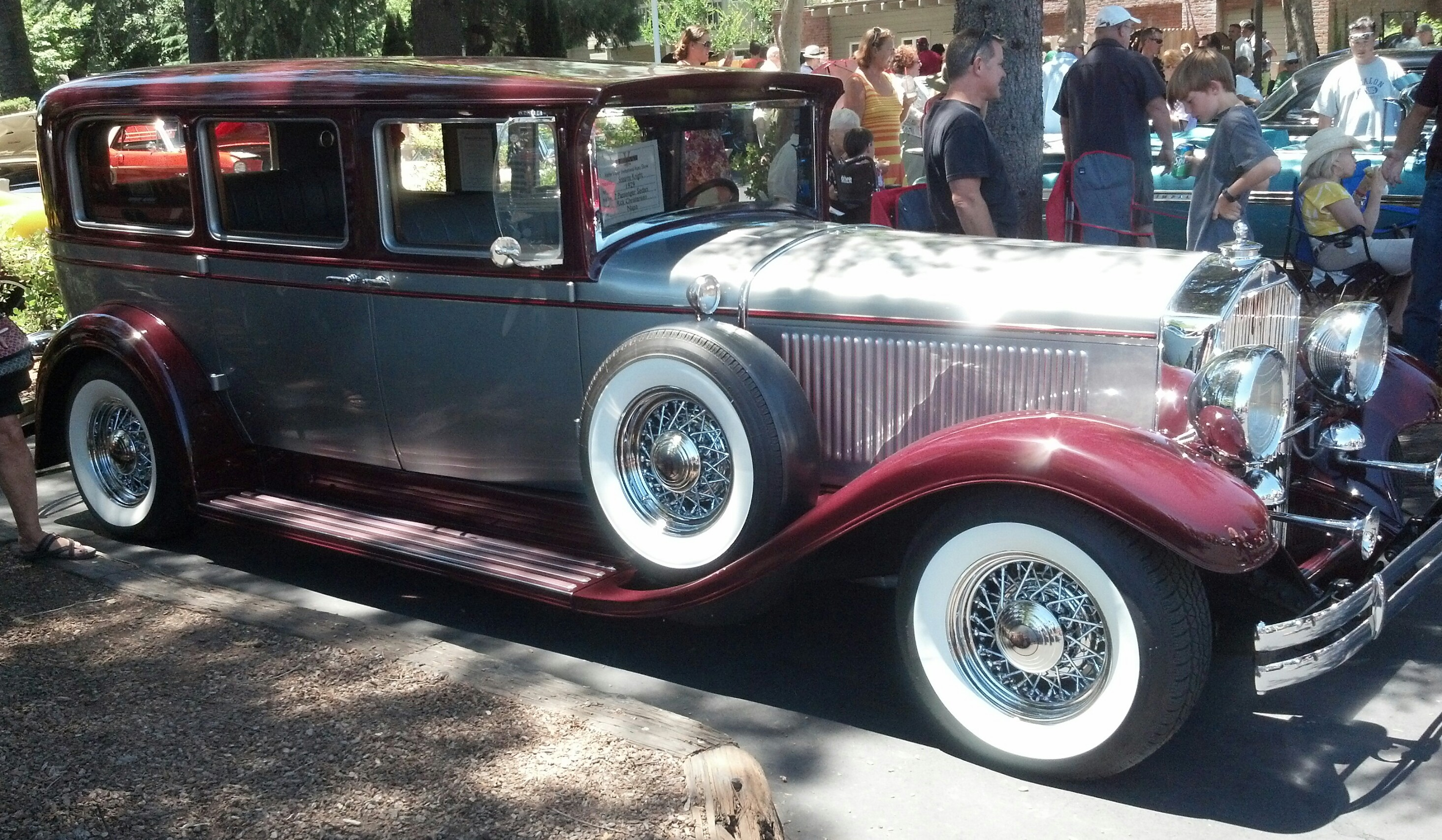
Una Stearns-Knight del 1929

Con una Stearns 45/90, che era anche conosciuta come Stearns Six, il pilota automobilistico Barney Oldfield vinse la cronoscalata del Monte Wilson. Il modello utilizzato montava un motore da 12.913 cm³. Nel 1910 Al Poole e Cyrus Patschke vinsero a Brighton Beach una gara di 24 ore ad una velocità media di 84 km/h.
Nel 1911 fu introdotta la 15/30. Questo modello era dotato di un motore a quattro cilindri da 4.821 cm³ e 32 CV. Il passo era di 2.946 mm mentre il prezzo oscillava tra i 3.200 o 3.500 dollari. Nel 1911 la gamma fu completata con altri quattro modelli. Nello stesso anno, infatti, la Stearns introdusse le valvole a fodero sui propri motori: i modelli che erano dotati di questi propulsori vennero marchiati Stearns-Knight. Le valvole erano infatti prodotte dalla Knight.
Nel 1914 I modelli presenti in gamma avevano installato dei motori la cui cilindrata spaziava da 5,1 L a 6,8 L. Erano inoltre dotati di starter. Nel 1917 fu invece introdotto un motore V8.
Frank Ballou Stearns si ritirò dagli affari nel 1919 e vendette la casa automobilistica da lui fondata, nel 1925, a John North Willys. La Willys-Overland continuò a gestire la Stearns fino al 1929, quando fu liquidata.